# Erika Oliveira
Erika Oliveira é uma modelo portuguesa. Ela nasceu no Brasil e é filha de mãe angolana e pai português. Chegou a Portugal com 5 anos de idade.

## Biografia
Ganhou os Globos de Ouro na categoria de "Melhor modelo Feminino de 2008". Estudou Publicidade e Marketing, conciliando com a profissão de modelo. Actualmente trabalha como booker na agência Elite Lisbon e tem um projecto seu, vocacionado para a área de moda, mais propriamente à formação de manequins, o PROJECT 232.

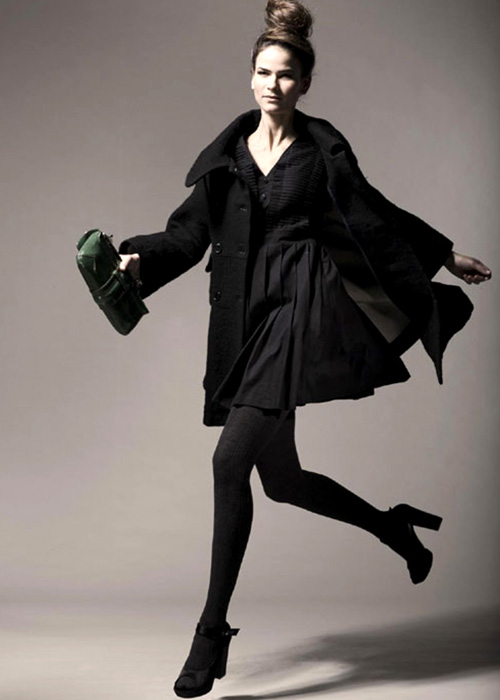
Erika